# Hendschiken
Hendschiken (gsw. Häntschigche) – gmina (Einwohnergemeinde) w Szwajcarii, w kantonie Argowia, w okręgu Lenzburg. Liczy 1 336 mieszkańców (31 grudnia 2020).